# Népirtás Pozsonyligetfalun
A Népirtás Pozsonyligetfalun 2020-ban bemutatott tényfeltáró dokumentumfilm, amely az 1945 tavaszán létesített és 1947-ig működő pozsonyligetfalui haláltábor, a táborban történt tömeges kivégzések, a tábor területén meggyilkolt 90 magyar levente és a morvaországi Přerov közelében a háború után hazatérő, 267 német és magyar polgári lakos ellen végrehajtott tömegmészárlás egymással szorosan összefüggő történetét dolgozza fel. A filmet Géczy Dávid és Udvardy Zoltán rendezte, a producer pedig Skrabski Fruzsina. Az oknyomozó dokumentumfilm alapötletét egy Udvardy Zoltánt 1997-ben felkereső szemtanú adta. A film bemutatóját 2020. január 14-én 18 órakor tartották a Premier Kultcaféban. A filmet számos magyar televíziós csatorna, többek között az M5 TV is műsorára tűzte.

## Történelmi háttér
Az 1918-ban megalakuló és a magyar állam északi területeiből az antanthatalmak támogatásával több mint 61 ezer km2-t kihasító csehszlovák állam hadserege, kihasználva azt az átmeneti időszakot, amikor Magyarországnak 1919 júliusa, a tanácsköztársaság bukása után néhány hónapon át nem volt önálló hadereje, önkényesen megszállta az I. világháborúban győztes hatalmak által eredetileg Magyarországnak ítélt, főleg németek lakta Pozsonyligetfalu (Engerau) települést. Magyarország és a csehszlovák állam között a győztes hatalmak diktátuma szerint ezen a határszakaszon a Duna jelentette az államhatárt. A csehszlovák fél arra hivatkozva követett el területi agressziót, hogy az 1918 végén a birtokába került, Duna bal partján fekvő Pozsony védelmére szüksége van egy hídfőre, s ez a Pozsonnyal szemben fekvő település, a Duna jobb partján fekvő, többségében németek lakta Pozsonyligetfalu lehet.
A csehszlovák hadsereg 1919. augusztus 14-én foglalta el Pozsonyligetfalut. Bár az antant hatalmak az I. világháború végén csak mint demilitarizált zónát, engedélyezték Pozsonyligetfalu megszállását, a csehszlovák állam a két világháború között valóságos erődrendszert épített ki Pozsonyligetfalu déli, Ausztriával szomszédos határvidékén, arra készülve, hogy az Ausztriával egyesülő Németország déli irányból próbál majd Pozsonyon át betörni Csehszlovákiába. Az 1938. szeptember 29-én aláírt müncheni egyezmény, mely Csehszlovákia felosztásáról intézkedett, a Duna jobb partján levő Pozsonyligetfalut (Engerau néven) és a Duna bal partján levő, akkor még önálló településnek számító Dévényt a Német Birodalomhoz csatolta, Pozsonyból pedig a megalakuló, Hitler-barát, fasiszta szlovák bábállam (Slovenský štát, 1939-1945) fővárosa lett. A csehszlovák hadsereg harc nélkül vonult ki Pozsonyligetfaluról. A német állam, tartva a szovjet haderő támadásától, a Pozsonyligetfalun déli irányban már kiépített erődöt keleti irányban építette tovább.
A ligetfalui erőd építéséhez a német állam Magyarországról elhurcolt zsidó munkaszolgálatosokat vett igénybe, akik számára munkatábort hozott létre a Ligetfalu külterületén. A szovjet csapatok közeledtével a zsidó foglyok egy részét a német haderő katonái meggyilkolták, más részüket Ausztria felé hajtották.
Pozsonyt és Pozsonyligetfalut 1945. április 4-én foglalta el a szovjet Vörös Hadsereg. Mindkét település az újraalakuló csehszlovák állam része lett. A szovjet csapatokkal együtt a megalakuló csehszlovák állam adminisztrációja és fegyveres belügyi szervei is Pozsonyba és Pozsonyligetfalura érkeztek, és azonnal megkezdték működésüket.
Működésük szellemét meghatározta az 1945. április 5-én, Kassán, Csehszlovákia akkori ideiglenes fővárosában kihirdetett úgynevezett kassai kormányprogram. Ez a dokumentum a Csehszlovákia területén élő, őshonos magyar és a német lakosságot „kollektív bűnösnek” ítélte és kimondta eltávolításukat.
A Felvidéken (a mai Szlovákia területén) 1945-től kezdve mintegy 60 internálótábort hoztak létre. 1945 novemberéig ezekből 50 tábor alakult meg. Az internálótáborokban 1945. november 1-jén már 21842 polgári lakost tartottak fogva. Az ide hurcolt emberek, családok 82 százaléka német, 12 százaléka magyar, 6 százaléka szlovák volt (a berendezkedő kommunista rendszer olyan szlovákokat is elhurcolt, akik vélt vagy valós okokból szemben álltak az új rezsimmel).
Pozsonyligetfalun hozták létre a Felvidék legnagyobb internálótáborát.
1945. április 8-án az újjáalakuló csehszlovák állam hatóságai a kassai kormányprogram szellemében megkezdték a pozsonyi németajkú lakosság elhurcolását, kitelepítését. Május 3-án a magyar lakosság kitelepítését is megkezdték Pozsonyból.
A kitelepítések kezdete előtt, 1945 áprilisáig Pozsony lakosságának mintegy egyharmada volt német vagy magyar nemzetiségű.
A lakásaik elhagyására kényszerített magyar és német családokat (akiknek lakásait – több ezer értékes ingatlant – zárolták, és később azokba kizárólag szlovák családokat telepítettek) először a Patronka nevű, használaton kívüli töltényüzembe, majd, mivel a Duna-hidakat a háborúban felrobbantották, egy ideiglenes pontonhídon áthajtva a Duna jobb partján fekvő Pozsonyligetfalura deportálták.
Pozsonyligetfalun az ide hurcolt családokat két csoportra osztották. A magukat németnek valló családokat a csehszlovák állam belügyi szervei által újra működtetett, korábban a zsidó kényszermunkások számára felállított munkatáborba zárták.
A volt zsidó munkatábor bejárata felett szlovák nyelvű feliratot helyeztek el. A felirat jelentése magyarul: „Német tábor”.
A magyarok a korábban német többségű, ám a német lakosság elmenekülése vagy Ausztriába deportálása miatt kiürült házak egy részét, kizárólag a régi építésű, bútorozatlan és fűtetlen házakat használhatták fel szállásként. Elemi létfeltételeik sem voltak biztosítva.
A csehszlovák hatóságok közben feltárták a ligetfalui temetőben és a település más pontjain megtalálható tömegsírokat, ahová a zsidó munkaszolgálatosokat temették. Az Osztrák Népbíróság 1945-1954 között összesen kilenc háborús bűnöst ítélt halálra az Engerauban elkövetett tetteikért. Ezzel szemben még nem született ítélet a tovább működtetett ligetfalui táborban az ott 1945 tavaszától kezdve történt tömeggyilkosságok miatt.
Az addig is szigorúan őrzött német és magyar tábor területének őrzését 1945. június 27-én vette át a csehszlovák hadsereg 4. gyalogos hadosztályának 17. ezrede a csehszlovák belügyi szervektől. Ennek az ezrednek az 1. zászlóalja kapta meg Pozsonyt helyőrségül.

### Tömegmészárlás a Svéd Sáncoknál
Ez az ezred Prágából érkezett Pozsonyba. Az ezred katonái Prága és Pozsony között, félúton, az 1945. június 18-áról 19-ére virradó éjszakán követték el a přerovi tömeggyilkosságot.
Az akkor még Karol Pazúr parancsnoksága alatt álló, vonatszerelvényükön Pozsonyba tartó osztag katonái a csehországi (morvaországi) Přerov vasútállomásán hatalmukba kerítettek egy olyan vonatszerelvényt, amely a II. világháború idején a Felvidékről jórészt erőszakkal a mai Csehország területére telepített, német és magyar nemzetiségű lakosokból állt. Ezek az emberek a Felvidéken, a mai Szlovákia területén található Dobsináról és Késmárkról, illetve más településeken élő, ott ingatlannal rendelkező, általában több gyermeket nevelő családok voltak és éppen hazafelé tartottak, otthonaikba.
A csehszlovák hadsereg 4. gyalogos hadosztályának 17. ezredének katonái (akik szintén jórészt dobsinaiak voltak, ahogy parancsnokuk, Karol Pazur is, és ismerték a hazafelé tartó német és magyar családok egy részét) a hazafelé tartó, magyar és német lakosokat szállító vasúti szerelvényt a Přerovhoz közeli, elhagyatott területre, az úgynevezett Svéd Sáncokhoz közeli vasútállomáshoz vezényelték. Itt a katonák a civil lakosokat a szerelvényből kiszállították, valamennyiüket a Svéd Sáncokhoz hajtották és ott mindegyiküket agyonlőtték. Összesen 267 embert (120 nőt, 72 férfit és 75 gyermeket és csecsemőt) végeztek ki egyetlen éjszaka alatt. A kivégzett embereket ki is rabolták a katonák, ékszereiket, tulajdonaikat a vérengzést követően szétosztották maguk között.
Tettüket többek között Edvard Beneš csehszlovák politikus uszító, soviniszta beszédeinek hatására követték el. Céljuk az volt, hogy ne juthassanak vissza élve a Felvidékre német és magyar családok, és „ott ne szóródjanak szét.” A holttesteket a Svéd Sáncokon egy hatalmas tömegsírba temették. Az egykori tömegsír helyét ma a helyszínen František Hýbl pedagógiatörténész és helytörténész, a přerovi múzeum volt igazgatójának szervező munkája következtében egy hatalmas, vas kereszt és emléktábla jelzi. A csehszlovák hadsereg 4. gyalogos hadosztályának 17. ezrede ezután tovább haladt Pozsony felé. Átvéve a ligetfalui tábor őrzését, további vérengzéseket követtek el a pozsonyigetfalui táborban. A tábor erődrendszerének külső sáncárkaiban több száz, egyes becslések szerint akár több ezer, többnyire német nemzetiségű civil lakost gyilkoltak meg. A ligetfalui tábor látta el ugyanis a II. világháború végén nyugati irányban a Vörös Hadsereg elől elmenekült vagy a német haderő által erőszakkal deportált lakosság illetve a hadkötelesnek nyilvánított férfiak szűrését, tovább engedését vagy az ügyükben való intézkedést. A tábort irányító katonai vezetők számos esetben a hazatérő magyar és német lakosok kivégzése mellett döntöttek.
A ligetfalui tábor területén elkövetett vérengzésekért többek között Eduard Kosmel főhadnagy, a zászlóalj törzsfőnöke és Bedřich Smetana, akkor még karpaszományos szakaszvezető, a 17. ezred politikai tisztje és ebben a minőségében az ezred parancsnokhelyettese volt felelős. Kosmel 1968 májusától a Csehszlovák Hadsereg vezérkari főnökének helyettese, 1969-ben a Varsói Szerződés Egyesített Fegyveres Erői vezérkari főnökének helyettese lett.
Szintén a ligetfalui tábor területén került sor 90 magyar levente lemészárlására is. Ezeket a Felvidékről származó, kis- és gyermekkorú, hadkötelessé nyilvánított, a háború idején erőszakkal Ausztria területére hurcolt magyar fiatalokat a szovjet hadsereg adta át a ligetfalui határőrizeti ponton a csehszlovák hadsereg katonáinak.
Az áldozatok kirablása a přerovi esethez hasonlóan Pozsonyban is folytatódott. Amikor az ezred katonái a ligetfalui táborban kivégezték Ervin Bacušant (valamint nagy valószínűséggel a vele együtt elhurcolt élettársát és annak fiát is) aki a német megszállás idején a szlovák partizánmozgalom pénztárosa volt, Bacušan lakásáról nagy mennyiségű pénz és értéktárgy is eltűnt.
1947-ben az eltűnt Ervin Bacušan ügyében nyomozó csehszlovák hatóságok, akik a vélelmezésük szerint Ligetfalu külterületén elföldelt volt banktisztviselőt keresték, egy tömegsírra bukkantak. Később, az év folyamán újabb tömegsírokat tártak fel Ligetfalu területén.
Valószínűleg ekkor tárhatták fel annak a 80 fős, a pozsonyszentgyörgyi német gyűjtőtáborból a ligetfalui táborba szállított, többségében gyermekekből, asszonyokból és idős emberekből álló csoportnak a tömegsírját is, akiket szintén a pozsonyligetfalui táborban gyilkoltak meg. 1947-ben még újságcikk is megjelent a feltárt ligetfalui tömegsírokról a Cas című lapban, az ügyben Géci József képviselő által parlamenti interpelláció is született, ám az 1948-as kommunista hatalomátvétel 1990-ig elnémította a történtek feltárására tett kísérleteket. 1947. október 8–9-én a Přerov melletti Svéd sáncokon az állambiztonság és a terezíni katonaság alakulatai kihantolták a tömegsírban fekvő 267 holttestet. Különválasztották a nők és gyermekek földi maradványait. A férfiak holttestét jeltelen tömegsírban földelték el a přerovi köztemetőben. A gyermekek és nők maradványait – hogy eltüntessék a népirtásra utaló jeleket, tehát a nők és gyermekek holttesteit – egy krematóriumban elhamvasztották, majd e hamvakat az olmützi városi temetőben, két ládában, jeltelen sírhelyen temették el.
A felvidéki magyarság elleni, II. világháború utáni atrocitásokkal foglalkozó könyvében Janics Kálmán felvidéki magyar orvos írt először a ligetfalui táborról, ő az ott kivégzett leventékről tesz említést. A hontalanság évei című,1979-ben, Münchenben megjelent könyvhöz Illyés Gyula írt előszót. Az orvost üldöző kommunista hatóságok ezután Janicsot kitiltották abból a járásból, ahol korábban praxisát folytatta.

### Kísérletek az emlékezet fenntartására
Frantysek Hybl, a přerovi múzeum volt igazgatója 1990 után felkutatta az olmützi és a přerovi temetőben fekvő, német és magyar, a Svéd Sáncoknál 1945-ben meggyilkolt családok maradványait, a přerovi tömegsírt és az olmützi temetőben elrejtett, a nők és gyermekek hamvait tartalmazó ládákat. Közbenjárására és több évtizedes munkája eredményeképpen az olmützi temetőből a přerovi temetőbe szállították a magyar és német nők és gyermekek hamvait, s az ott tömegsírban eltemetett férfiak sírhelye mellett e hamvakat újra, ünnepélyesen eltemették, hogy e családok egy sírhelyen nyugodjanak. Mindkét temetőben emléktábla jelöli a sírhelyeket. Magyar szervezetek és magánszemélyek a Népirtás Pozsonyligetfalun című film forgatásakor a sírhelyeket és a Svéd Sáncok emlékhelyeit még nem látogatták.
Pozsonyligetfalut 1946. április 1-jén Petržalka néven Pozsonyhoz csatolták. A település szinte összes házát lebontották, majd 1973-1985 között itt építették fel Közép-Európa egyik legnagyobb lakótelepét. A filmben megszólaló szakértők és szemtanúk nem tartják kizártnak, hogy a település legszélső házai és a Budapest irányából a szlovák fővárosba bevezető út alatt is meghúzódhatnak volt ligetfalui erődrendszer azon sáncárkai, melyeket kivégzésekre használtak, s melyek tömegsírokat rejtenek. A pozsonyligetfalui vérengzések jeltelen tömegsírjainak feltárására 1990-től nem történtek érdemi lépések.
A Dunajszky Géza által vezetett Pozsonyligetfalui Emlékmű-előkészítő Társaság Pozsony külterületén, az egykori erődrendszer egyik bunkere mellett emléktáblát állított a kivégzett magyar leventéknek és a ligetfalui táborban meggyilkolt áldozatoknak. A szlovák hatóságok nem egyeztek bele, hogy a az egykori Pozsonyligetfalun, a ma Petržalkának nevezett, egyetlen lakótelepet alkotó negyedben emlékművet állítsanak a kivégzett áldozatok emlékére.

## A film témája és születése
A Népirtás Pozsonyligetfalun egy oknyomozó film, amely első alkalommal tárja fel a přerovi és a pozsonyligetfalui tömeggyilkosságok közötti összefüggéseket, illetve a pozsonyligetfalui táborban meggyilkolt 90 magyar levente történetét.
Szakértőként Szabó József diplomata, külügyi szakértő segítette a film elkészítését.
A történtek közötti összefüggéseket számos cseh és szlovák nyelvű bírósági és ügyészségi dokumentum tanulmányozásával hivatalos kutatásai által megerősítve és a sajtóban először közzé tevő Szabó József magánemberként foglalkozott az 1945-ös, magyar- és németellenes tömeggyilkosságokkal.
Szabó József számos újságcikkben tette közzé a prerovi és a ligetfalui tömeggyilkosságok közötti összefüggésekről szóló kutatásai eredményét.
Korábban, 1995-ben már feldolgozta a Svéd Sáncoknál történt mészárlás történetét a Magukért itt nem felel senki című dokumentumfilm (Brády Zoltán – szerkesztő riporter, forgatókönyvíró, Tóth Péter Pál – rendező-operatőr), bemutatva mindazt, amit akkor addig tudni lehetett a Svéd Sáncoknál elkövetett mészárlásról.
A Népirtás Pozsonyligetfalun bemutatja a magyar közvélemény előtt eddig jobbára, a fent említett 1995-ös dokumentumfilm bemutatása ellenére is ismeretlen pozsonyi, přerovi és olmützi eseményeket és azokat a magyar vonatkozású csehországi és szlovákiai emlékműveket, melyeket a film elkészítéséig nem látogattak magyar állampolgárok. A filmben megszólal többek között František Hýbl cseh történész, akinek a film bemutatása után érdemeiért Áder János köztársasági elnök 2021. szeptemberében a Magyar Arany Érdemkereszt kitüntetést adományozta.
Dunajszky Géza nyugalmazott tanár és közíró, aki a szemtanúk, túlélők emlékezéseit, vallomásait gyűjtötte össze, s azokat több könyvében is közzétette, a táborban kivégzett 90 magyar levente történetét próbálta meg rekonstruálni. A filmben Dunajszky Géza a levente áldozatok történetéről és a már meglévő emléktábláról, illetve a tervezett, nagyobb emlékműről beszél.

### Szlovák nyomásgyakorlás
Egy ismeretlen hátterű és beágyazottságú szlovákiai csoport a film megjelenése óta propagandát folytat a dokumentumfilm ellen. Az Aktuality.sk című lapban lejárató cikkeket jelentettek meg a filmről. Erre reagálva Szabó József cikksorozatot publikált, amelyben számos bírósági és ügyészségi dokumentum és újságcikk bemutatásával támasztja alá tényfeltáró dokumentumfilm fontosabb állomásait.

## Szakértők
- Dunajszky Géza (pozsonyi közíró, nyugalmazott pedagógus)
- Hollósi Gábor (történész, a VERITAS Történeti Kutatóintézet és Levéltár munkatársa)
- František Hýbl (Pedagógia-történész. helytörténész)
- Popély Árpád (szlovákiai magyar történészprofesszor, egyetemi tanár)
- Szabó József (Magyarország pozsonyi nagykövetségének volt ügyvivője)
- Udvardy Zoltán (író, újságíró)

## Megszólalók
- Callmeyer Ferenc
- Csáky Pál
- Dunajszky Géza
- Hollósi Gábor
- František Hýbl
- Holénia Ágnes
- Walter Klein
- Nagy Ilona
- Nagy Mária
- Petrás Amália
- Popély Árpád
- Ratimorszky Erika
- Samarjay Zoltán
- Anna Sypěnová
- Szabó József[25]
- Szamák Lívia

## Szereplők
- Anna Gabriella
- Bárány Richárd
- Barát Sándor
- Berta Kristóf
- Bokor Gábor
- Csok Imre
- Ennio G. Zingale
- Felter Gergő
- Hartai Laura
- Huba Henrietta
- Janovics Zoltán
- Juhász András
- Kassai László
- Kis Mercédesz
- Kovács Adél Mária
- Kovács Márk Csaba
- Lena Lidia Zingale
- Moldvay Zoltán
- Molnár Botond
- Rubinek Antonia
- Schilling Kolos
- Szabó Sándor
- Székely Ágnes
- Takács István János
- Udvardy Zoltán
- Ujvári Zsuzsanna

## Tolmács és fordító
- Flórián László
- dr. Lakatos Dániel
- Oláh Sándor

## Forgatási helyszínek
- Olmütz (Olomuc)
- Přerov
- Pozsony

## Stáblista
- Schilling Kolos (jelmez)
- Takács István János (jelmez, kellék)
- Radnóti Virág (smink)
- Epres Attila (narrátor)
- Kiss Sándor (szinkron)
- Novák Tamás (szinkron, további munkatárs)
- Kiss Soma (hangmérnök, operatőr)
- Sándor Csaba (hangmérnök)
- Antal Szabolcs (vágó)
- Janovics Zoltán (szerkesztő, gyártásvezető)
- Magyar Eszter Csenge (rendezőasszisztens, gyártásvezető)
- Székely Ágnes (gyártásvezető)
- Géczy Dávid (rendező, operatőr)
- Udvardy Zoltán (rendező)
- Skrabski Fruzsina (producer)
- Gombossy Tünde (további munkatárs)

## Külön köszönet
- Dunaharaszti Német Nemzetiségi Tájház és Gerber Ferenc
- Oláh Sándor
- Eszes Péter
- Hadtörténelmi Kulturális Egyesület
- Istvántelki Gőzösműhely, Pozsgai Sándor
- Karpatendeutsche Landmannschaft és Stephan Saghy
- Országos Széchényi Könyvtár
- Petrás Amália
- Szent Gellért Gimnázium és Nyáry Zsigmond
- Szlovák Nemzeti Múzeum (A Szlovákiai Magyar Kultúra Múzeuma) és Jarábik Gabriella
- VERITAS Történetkutató Intézet és Jezsó Ákos
- Vojenský historický ústav, VHÚ (Pozsonyi Hadtörténeti Intézet) és Miloslav Čaplovič

## Filmes díjak
- A Magyar Mozgókép Szemle (Budapest) legjobb rövid dokumentumfilm díja[26]
- EduFilm Fesztivál (Eperjes) legjobb dokumentumfilm díja[27]
- Kiez Berlin Film Festival Archiválva 2022. április 1-i dátummal a Wayback Machine-ben (Berlin) legjobb történelmi dokumentumfilm díja